# ارتجاع‌نگاری
ارتجاع‌نگاری یا الاستوگرافی (Elastography) یک مودالیتهٔ تصویربرداری پزشکی است که قابلیت ارتجاع و سختی (به انگلیسی:stiffness) بافت نرم را تعیین می‌کند.دلیل سنجش نرمی و سختی بافت این است که با استفاده از این کار می‌توان وجود یا وضعیت پیشرفت برخی بیماری‌ها را تشخیص داد. برای مثال تومورهای سرطانی معمولاً سخت‌تر از بافت اطراف هستند، مثال دیگر کبدهای بیمار است که نسبت به کبدهای سالم سخت‌تر هستند.
معمول‌ترین روش برای این کار، استفاده از سونوگرافی یا تصویربرداری تشدید مغناطیسی (به انگلیسی:MRI) است، که در هر دو حالت، تصویر درجه‌بندی سختی و همچنین تصویر آناتومی برای مقایسه ثبت می‌شود.

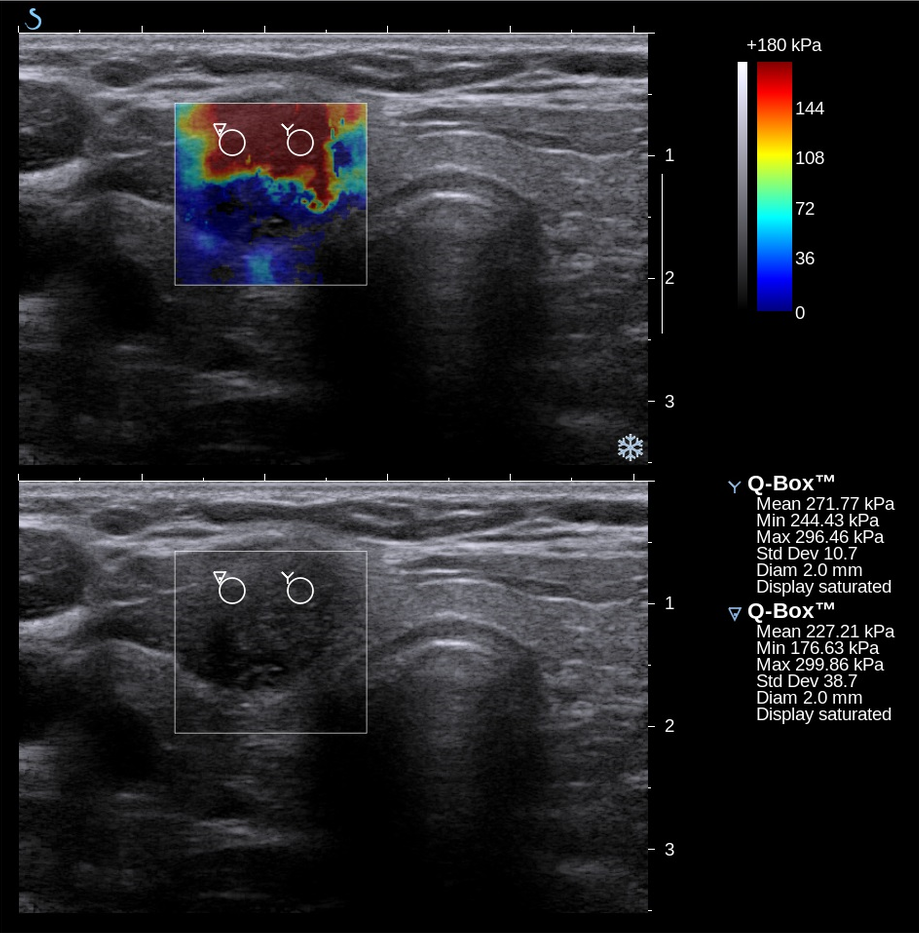
(تصویر پایین) تصویر رایج سونوگرافی، (تصویر بالا) تصویر برشی فراصوت، ارتجاع‌نگاری از سرطان پاپیلری تیروئید (این نوع از سرطان از سلول‌های فولیکولار آغاز می‌شود) که یک سرطان بدخیم است. تومور سرطانی (قرمز رنگ) بسیار سخت‌تر از بافت سالم است.

## کاربردها
ارتجاع‌نگاری برای بررسی موقعیت‌های مختلف، در بسیاری از بیماری‌های مربوط به اندام‌های مختلف استفاده می‌شود. این روش می‌تواند به عنوان روش کمکی و به همراه تصویر آناتومی محض استفاده شود، علاوه بر این، این روش می‌تواند به عنوان راهنمای بافت‌برداری یا حتی به عنوان جایگزین آن استفاده شود. بافت‌برداری یک روش تهاجمی است که موجب درد برای بیمار می‌شود و خطر خون‌ریزی و عفونت در آن وجود دارد، در حالی که الاستوگرافی کاملاً غیرتهاجمی است. الاستوگرافی برا بررسی بیماری‌های کبد استفاده می‌شود. سختی کبد معمولاً نشان‌دهندهٔ فیبروز یا تغییر چرب (استئاتوز) می‌باشد، که این دو نشانه‌های بروز بیماری‌های زیادی مانند سیروز و هپاتیت هستند. در این موارد، الاستوگرافی از لحاظ کارآمد بودن برای تشخیص در صدر جدول قرار دارد، زیرا در مواقعی که فیبروز به صورت پراکنده‌است، اگر از بافت‌برداری استفاده شود قسمت فیبروز بافت بیمار به راحتی ممکن است دست‌نخورده باقی بماند و در نتیجه تشخیص اشتباه شود و نتیجهٔ منفی کاذب دریافت شود. به‌طور طبیعی از ارتجاع‌نگاری در اندام‌ها و بیماری‌هایی استفاده می‌شود که در ابتدا معاینهٔ لمسی پالپیشن (به انگلیسی:palpation) توسط پزشک صورت گرفته باشد
ارتجاع‌نگاری برای سرطان‌های سینه، تیروئید و پروستات استفاده می‌شود. انواع خاصی از ارتجاع‌نگاری برای تصویربرداری از دستگاه ماهیچه‌ای اسکلتی نیز مناسب هستند و در نتیجه می‌توانند خواص مکانیکی حالات ماهیچهها و تاندونها را تعیین کنند. چون ارتجاع‌نگاری محدودیت‌های معاینهٔ لمسی را ندارد و می‌تواند اندام‌های داخلی را نیز بررسی کند، در نواحی دیگری از بدن که سابقهٔ معاینهٔ لمسی در آن‌ها وجود ندارد، از الاستوگرافی استفاده می‌شود. برای مثال الاستوگرافی تشدید مغناطیسی(MRI) برای ارزیابی سختی مغز استفاده می‌شود و در این راستا تعداد مقالات علمی در مورد الاستوگرافی در مغز سالم و بیمار رو به رشد است. گزارش‌هایی که قبلاً دربارهٔ استفاده از الاستوگرافی بر روی پیوند کلیه برای بررسی فیبروز کورتیکال ارائه شده‌بودن،نتایج قابل قبولی در این زمینه دارند.

## پیشینهٔ تاریخی

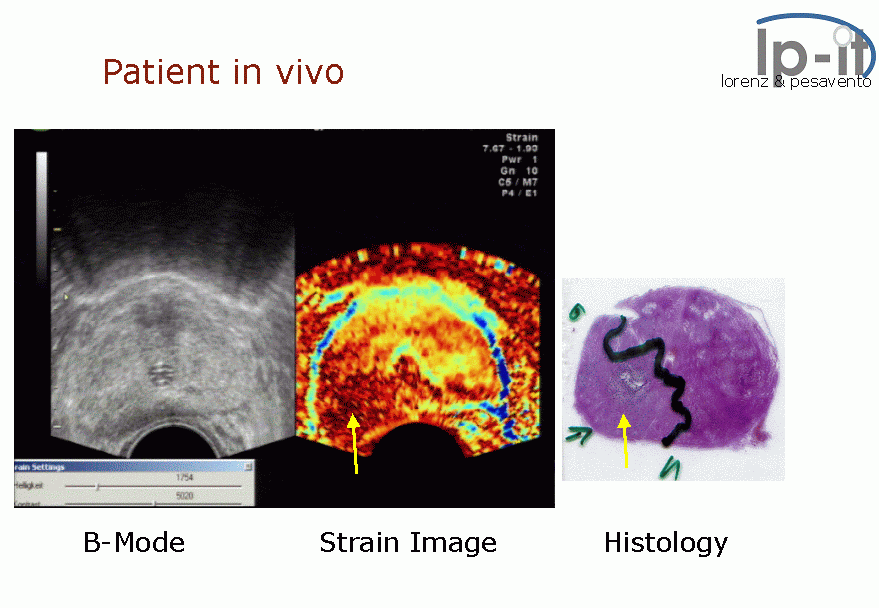
در تصویر وسط که تصویر الاستوگرافی از غدهٔ پروستات است یک تومور در ناحیهٔ پایین سمت چپ به رنگ قرمز دیده می‌شود، در تصویر سمت چپ که تصویر مقیاس خاکستری سونوگرافی است این تومور مشخص نیست و در تصویر سمت راست وجود تومور توسط بافت‌شناسی تأیید می‌شود.

معاینهٔ لمسی پالپیشن به تخمین سختی بافت بیمار با استفاده از دستان متخصص گفته می‌شود. معاینهٔ لمسی حداقل به ۱۵۰۰سال قبل از میلاد برمی‌گردد، هنگامی که در متون پزشکی مصری پاپیروس ابرز (به انگلیسی:Ebers papyrus)و پاپیروس ادوین اسمیت (به انگلیسی: Edwin Smith Papyrus)دستورالعمل‌هایی برای معاینه با پالپیشن ارائه شده بود. در یونان باستان، بقراط دستورالعمل‌هایی برای انواع مختلفی از تشخیص با پالپیشن از جمله معاینهٔ لمسی پوست، زخم، روده، سینه، تومور، زخم معده و رحم ارائه داد. در دنیای غرب امروزی، در دههٔ ۱۹۳۰ این روش به عنوان یک روش پذیرفته شده در نظر گرفته شد، از آن زمان تا کنون معاینهٔ پالپیشن مورد استفادهٔ گسترده قرار گرفته‌است و به عنوان یک روش اثربخش برای شناسایی تومورها یا بقیهٔ پاتولوژیها شناخته‌شده‌است.
با همهٔ این‌ها معاینهٔ پالپیشن یک سری محدودیت دارد:فقط برای بافت‌هایی قابل استفاده است که قابل دسترس متخصص باشند، توسط یک بافت حائل ممکن است نتیجه منحرف شود و در نهایت این‌که فقط کیفیت را نشان می‌دهد نه کمیت، برای مثال تومور را شناسایی می‌کند اما نمی‌تواند چیزی دربارهٔ درجه سختی بافت تومور یا شدت پیشرفت آن بگوید. در نتیجه اندازه‌گیری سختی بافت که به آن الاستوگرافی می‌گویند، می‌تواند پاسخ‌گوی این محدودیت‌ها باشد.

## نحوهٔ کارکرد

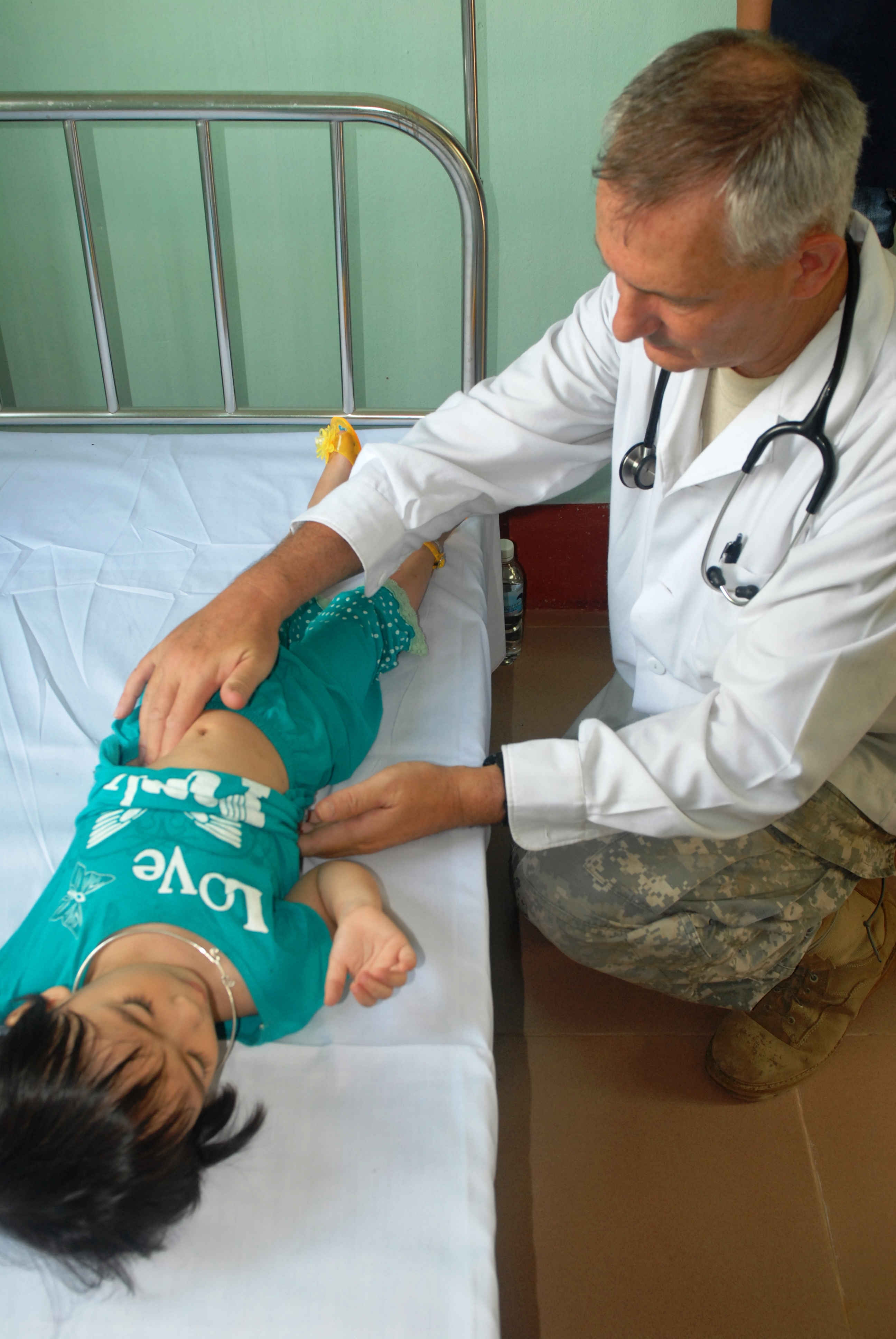
معاینهٔ لمسی پالپیشن از شکم یک کودک

از زمان تحقیقات ابتدایی در این خصوص تا کاربردهای کلینیکی گستردهٔ امروزی، روش‌های زیادی برای استفاده از الاستوگرافی به‌وجود آمده‌اند. هر یک از این روش‌ها نحوهٔ عملکرد متفاوتی دارد. مفهومی که بین همهٔ روش‌ها مشترک است این است که همهٔ آن‌ها یک اعوجاج در بافت ایجاد می‌کنند و واکنش بافت را برای استخراج خواص مکانیکی آن مشاهده و پردازش می‌کنند و سپس نتیجه را نمایش می‌دهند که معمولاً به صورت تصویر است. بر حسب اینکه هر یک از این مراحل چگونه انجام شود این روش‌های مختلف به‌وجود آمده‌اند.

### اعمال اعوجاج
برای به تصویر کشیدن خواص مکانیکی بافت، لازم است ببینیم وقتی فشار به آن وارد شود و تغییر شکل دهد چطور واکنش می‌دهد. برای اعمال اعوجاج سه راه عمده وجود دارد که به شرح زیر هستند:
- فشار دادن/تغییر شکل‌دادن یا ایجاد لرزش در سطح بدن (پوست) یا یک عضو از بدن (مثلا تیروئید)به وسیلهٔ پروب یا ابزار دیگر
- استفاده از اعوجاجی که به‌طور طبیعی از فیزیولوژی بدن ایجاد می‌شود، مثلاً پالس یا ضربان قلب.
- استفاده از نیروی اشعهٔ متمرکزشدهٔ فراصوت تا از راه دور فشار داخل بافت ایجاد شود.

### مشاهدهٔ واکنش
راه اولیهٔ تقسیم‌بندی روش‌های الاستوگرافی توجه به این است که از کدام روش تصویربرداری برای مشاهدهٔ واکنش بافت استفاده می‌شود. برای الاستوگرافی از روش‌های سونوگرافی، تصویربرداری تشدید مغناطیسی(MRI)و سنسورهای فشار/استرس در تصویربرداری لمسی (به انگلیسی: tactile imaging:TI) استفاده می‌شود. متدهای دیگر نیز برای الاستوگرافی وجود دارد. مشاهدهٔ واکنش بافت می‌تواند شکل‌های مختلفی داشته باشد. اگر بر حسب نتیجهٔ نهایی نگاه کنیم این نتایج می‌توانند یک بعدی (یک خط)، دو بعدی (یک صفحه)، سه بعدی (یک حجم)، یا صرفاً یک عدد یا به صورت یک تصویر رایج قراردادی از بافت نمایش داده می‌شود که نشان می‌دهد در کجای بافت درجه سختی‌های متفاوت وجود دارد.

### پردازش و نمایش
هنگامی که واکنش بافت به اعوجاج مشاهده شود، سختی می‌تواند از طریق آن محاسبه شود. اکثر روش‌های الاستوگرافی سختی بافت را بر اساس یکی از دو قاعدهٔ کلی زیر محاسبه می‌کنند:
- به ازای یک نیرو (استرس) یکسان، بافت سخت‌تر کمتر از بافت نرم‌تر تغییر شکل می‌دهد (کشیده می‌شود)
- امواج مکانیکی (به خصوص امواج برشی) در بافت سخت‌تر با سرعت بیشتری عبور می‌کنند.

برخی روش‌ها به تنهایی اعوجاج و واکنش به آن را نمایش می‌دهند یا سرعت موج را نشان می‌دهند، در حالی که برخی از آن‌ها سختی را محاسبه می‌کنند. (مشخصاً با استفاده از مدول یانگ یا مدول برشی)
برخی از روش‌ها نتایج کمی (عددی) را نشان می‌دهند در حالی که بقیه،نتایج کیفی، یعنی سنجش نقاط مختلف بافت نسبت به یکدیگر را نمایش می‌دهند.

## ارتجاع‌نگاری با استفاده از فراصوت

تصویر الاستوگرافی با استفاده از ایجاد تراکم دستی (شبه استاتیک) از بافت سرطان سینهٔ تهاجمی که نوعی از سرطان سینه است.

روش‌های زیادی برای الاستوگرافی فراصوت وجود دارد. برجسته‌ترین آن‌ها به شرح زیر است:

### الاستوگرافی شبه استاتیک/تصویربرداری کششی
الاستوگرافی شبه استاتیک به دلایل تاریخی گاهی به صورت الاستوگرافی (به تنهایی) نامیده می‌شود، این روش از قدیمی‌ترین روش‌های الاستوگرافی است.
در این روش فشار خارجی به بافت اعمال می‌شود و با دستگاه سونوگرافی قبل و بعد از اعمال فشار از بافت تصویربرداری می‌شود و این دو مقایسه می‌شوند. آن نواحی از بافت که کمتر تغییر شکل داده‌اند نواحی سخت‌تر هستند و طبیعتاً آن نواحی که بیشتر تغییر شکل داده‌اند نرم‌تر هستند. در حالت کلی آنچه به متخصص نمایش داده می‌شود یک تصویر از اعوجاج(کشش) نواحی مختلف بافت نسبت به یکدیگر است، که معمولاً برای کاربرد کلینیکی استفاده می‌شود.معمولاً از این تصویر که اعوجاج نسبی را نمایش می‌دهد، استخراج یک تصویر به صورت نقشهٔ سختی نواحی مختلف به صورت کمی شده، مطلوب است.
برای رسیدن به این نقشهٔ کمی شده نیاز داریم فرض‌هایی در مورد طبیعت بافت نرم داخل تصویر و بافت خارج از تصویر، در نظر بگیریم. به علاوه، وقتی بافت را زیر فشار قرار می‌دهیم، اشیاء ممکن است به سمت داخل یا خارج از تصویر حرکت کنند، این مسئله تفسیر تصویر را دچار مشکل می‌کند. محدودیت دیگری که این روش دارد این است که مانند معاینهٔ لمسی پالپیشن، در مورد اندام‌ها یا بافت‌هایی که نزدیک به سطح پوست نیستند یا به هر دلیلی نمی‌توان به آن‌ها فشار وارد کرد، دچار مشکل می‌شویم.

### تصویربرداری با اشعهٔ آکوستیک ضربه‌ای(Acoustic radiation force impulse imaging: ARFI)

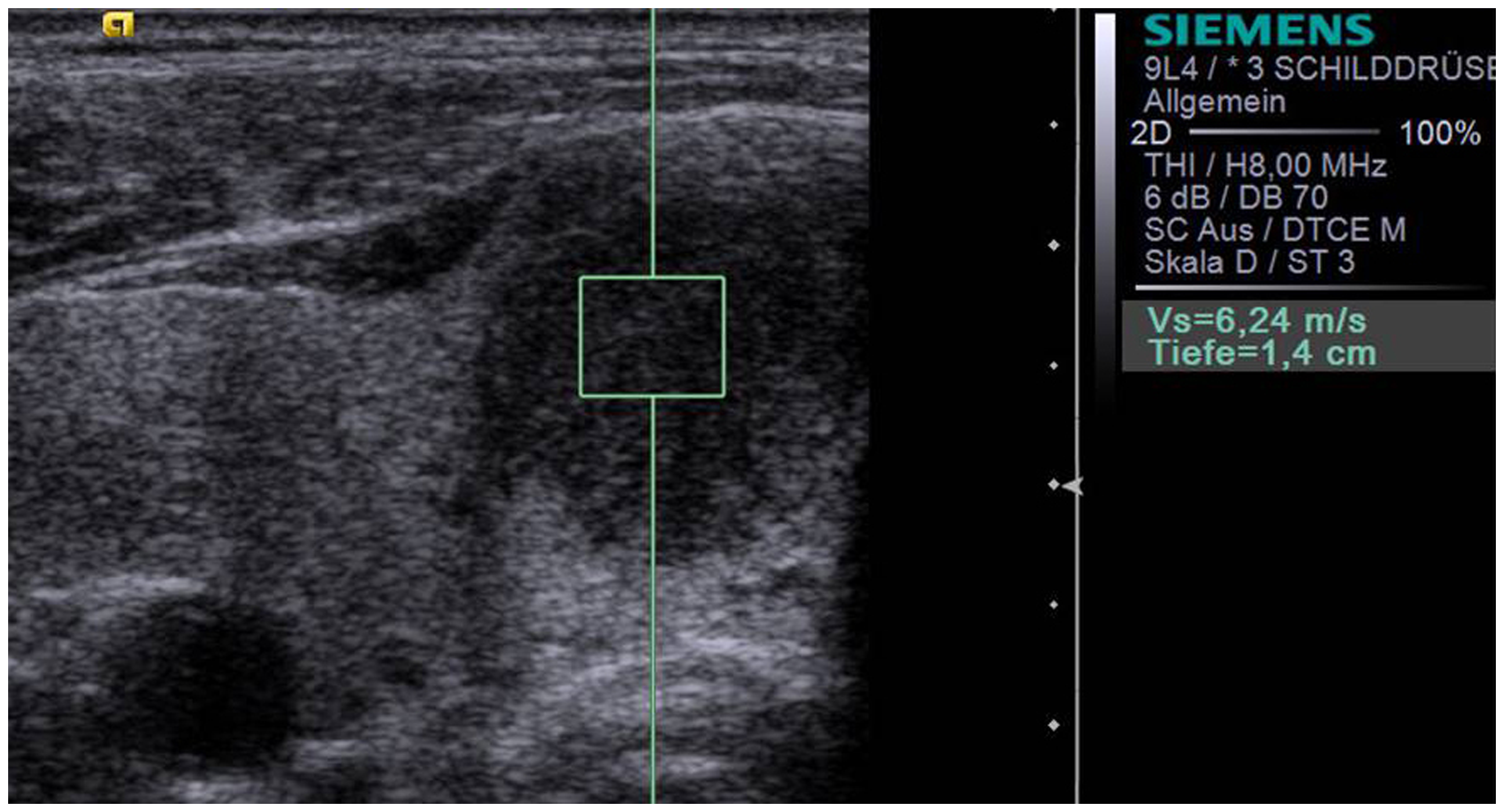
یک تصویر ARFI از یک ندول تیروئید در لوب سمت راست تیروئید. سرعت موج برشی در داخل ناحیهٔ مربعی ۶٫۲۴متر بر ثانیه است که نشان‌دهندهٔ سختی بالاست. بافت‌شناسی همین تیروئید شایع‌ترین نوع سرطان تیروئید(papillary carcinoma)را تأیید کرده‌است.

این نوع از تصویربرداری از سونوگرافی برای ایجاد یک تصویر دو بعدی که به صورت کیفی سختی قسمت‌های مختلف بافت را نشان می‌دهد استفاده می‌کند.این امر با استفاده از ایجاد فشار در داخل بافت با استفاده از یک تابش آکوستیک که از طریق یک پرتوی متمرکز شدهٔ فراصوت ایجاد می‌شود، حاصل می‌شود. اینکه بافتی که در معرض اشعه قرار گرفته چه میزان فشرده می‌شود، نشان‌دهندهٔ میزان سختی بافت است. بافت نرم‌تر نسبت به بافت سخت راحت‌تر فشرده می‌شود. ARFI درجه سختی نسبی نقاط مختلف بافت در طول جهتی که اشعه تابانده شده را نشان می‌دهد. اگر فشار را در نقاط زیادی از بافت ایجاد کنیم، نقشهٔ کلی سختی بافت به دست می‌آید.

### تصویربرداری الاستیسیته با امواج برشی (SWEI)
در تصویربرداری الاستیسیته با امواج برشی، مانند ARFI، نحوهٔ اعمال فشار به بافت از طریق تابش آکوستیک است. آشوب و اختلال ایجادشده توسط این فشار به صورت یک‌طرفه به عنوان یک موج برشی انتقال می‌یابد. با استفاده از روش‌های تصویربرداری مانند سونوگرافی یا تصویربرداری تشدید مغناطیسی(MRI) سرعت موج در نقاط جانبی مختلف ارزیابی می‌شود و از این طریق سختی بافت در نقاط مختلف استخراج می‌شود. به دلیل اینکه تصویربرداری الاستیسیته با الاستوگرافی مترادف است، معمولاً عبارت مخفف SWEI که منظور آن الاستوگرافی با استفاده از امواج برشی است به صورت SWE استفاده می‌شود. تفاوت عمده بین SWEIوARFI این است که SWEI بر اساس استفاده از انتشار افقی امواج برشی از سمت پرتو و ساخت نقشهٔ الاستیسیته با استفاده از اندازه‌گیری پارامترهای انتشار موج برشی صورت می‌گیرد، در حالی که ARFI این کار را از همان جهت پرتوی فشار به دست می‌آورد و پرتوهای فشار مختلفی برای به دست آوردن نقشهٔ الاستیسیته استفاده می‌کند، در نتیجه در ARFI امواج برشی وجود ندارد و ارزیابی الاستیسیته به صورت محوری(axial) نیز در SWEI وجود ندارد.SWEI در دستگاه تصویربرداری برشی فراصوت(SSI:supersonic shear imaging) قابل پیاده‌سازی است، که یکی از پیشرفته‌ترین مودالیته‌ها برای الاستوگرافی با استفاده از فراصوت است.

### تصویربرداری برشی فراصوت (SSI)

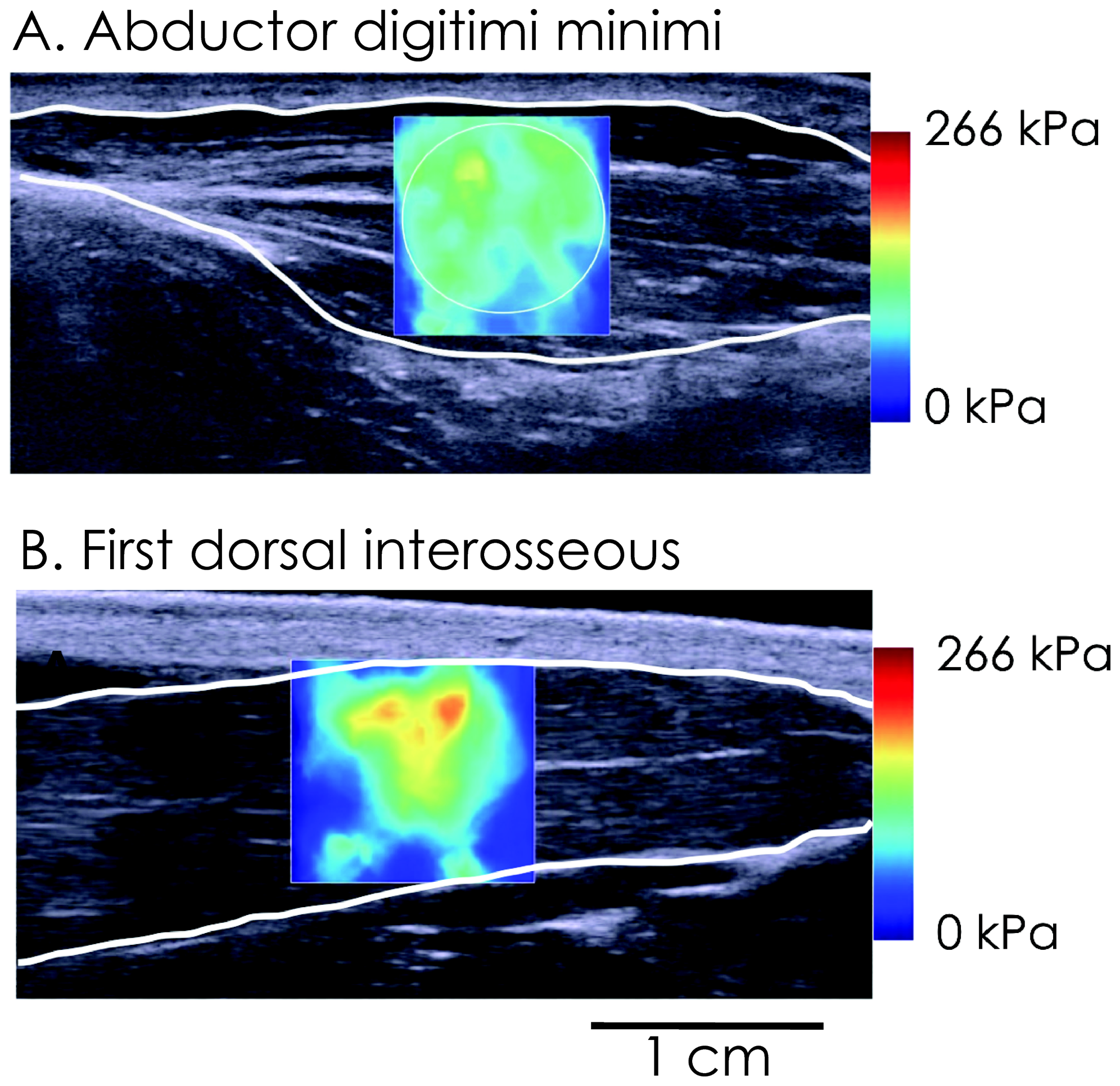
تصویربرداریSSI از ماهیچه‌های دست در طول انقباض.A. عضلهٔ دورکنندهٔ انگشت کوچک.B. عضلات بین استخوانی کفی. مقیاس مدول برشی و کیلوپاسکال است.

تصویربرداری برشی فراصوت(SSI), یک نقشهٔ کمی شده از سختی بافت را درلحظه(real_time) حاصل می‌کند.SSI بر مبنای SWEI پایه‌ریزی شده‌است:این روش از یک تابش آکوستیک برای القای فشار به داخل بافت موردنظر استفاده می‌کند و در نتیجه این بافت امواج برشی تولید می‌کند و سختی بافت به وسیلهٔ سرعت انتشار این امواج در بافت به دست می‌آید.
نقشه‌های سرعت محلی در بافت، به وسیلهٔ یک روش قراردادی دنبال کردن نقاط به دست می‌آید و یک فیلم کامل از انتشار موج برشی در بافت نمایش می‌دهد. دو نوآوری عمده در SSI پیاده‌سازی شده‌است. اول با استفاده از فشارهای پشت سر هم و تقریباً هم‌زمان،SSI مجموعه‌ای از امواج برشی که با یک سرعت در محدوده فراصوت از بافت مورد نظر عبور می‌کند، تولید می‌کند. نوآوری دوم، این است که این امواج برشی تولید شده با استفاده از روش‌های تصویربرداری با سرعت بسیار بالا به تصویر کشیده می‌شوند. با استفاده از الگوریتم‌های معکوس، الاستیسیتهٔ برشی بافت با استفاده از فیلم انتشار موج به صورت کمی نقشه‌برداری می‌شود.SSI اولین تکنولوژی تصویربرداری فراصوت است که می‌تواند بیش از ۱۰٬۰۰۰ فریم در ثانیه، از اندام‌های دور از سطح پوست به دست بیاورد. SSI مجموعه‌ای از خواص مکانیکی بافت شامل مدول یانگ، ناهمسانگردی و گران‌روی را به صورت کمی‌شده و با مطالعات درون‌بافتی (به انگلیسی:in vivo) نمایش می‌دهد. این روش مزایای زیادی در کاربردهای کلینیکی در تصویربرداری از سینه، تیروئید، کبد، پروستات و دستگاه ماهیچه‌ای اسکلتی نشان داده‌است.SSI برای معاینهٔ بافت سینه از چند ترنسدیوسر خطی با رزولوشن بالا استفاده می‌کند.مطالعات انجام‌شده در چندین مرکز مطالعاتی تصویربرداری از بافت سینه، ثابت کرده‌است هنگامی که تصاویر امواج برشی به همراه تصاویر B-mode و تصاویر رنگی سونوگرافی استفاده می‌شوند، تکرارپذیری و پیشرفت قابل توجه در طبقه‌بندی ضایعات مربوط به بافت سینه حاصل می‌شود.

### ارتجاع‌نگاری گذرا
الاستوگرافی گذرا تصویری یک بعدی به صورت کمی (عددی)، از سختی بافت حاصل می‌کند. نحوهٔ استخراج این تصویر به وسیلهٔ ایجاد لرزش در پوست با استفاده از یک موتور است که یک موج برشی در بافت ایجاد کند، و حرکت این موج که در طول بافت صورت می‌گیرد را با استفاده از یک پرتوی یک بعدی فراصوت به تصویر بکشد. در نهایت یک خط از سختی بافت به صورت کمی نشان می‌دهد. (مدول یانگ)
این روش، به‌طور عمده از یک سیستم اسکن بافت فیبری(Fibroscan system) استفاده می‌کند که برای ارزیابی کبداستفاده می‌شود، برای مثال برای تشخیص سیروز کبدی.به دلیل برجستگی نام تجاری Fibroscan، بسیاری از متخصصان بالینی الاستوگرافی گذرا را Fibroscan می‌نامند.

## ارتجاع‌نگاری تشدید مغناطیسی(MRE: Magnetic resonance elastography)

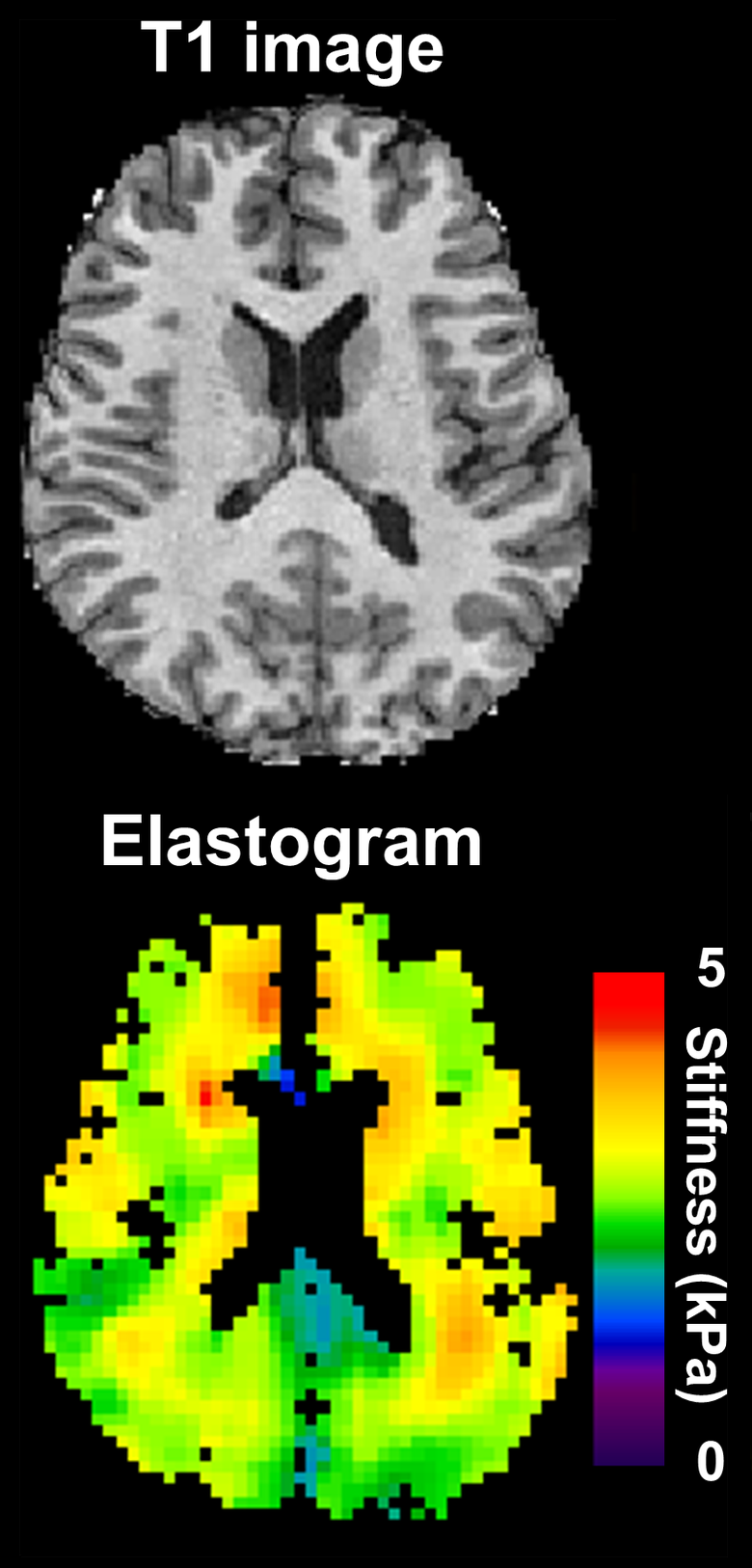
یک تصویر آناتومی مغز MRI(بالا) و یک تصویر MRE از همان مغز (پایین). سختی با واحد کیلوپاسکال از مدول برشی نشان داده‌شده‌است.

MRE در اواسط دههٔ ۱۹۹۰ میلادی معرفی شد و از آن زمان در چندین کاربرد مختلف از آن‌ها استفاده شد. در MRE یک دستگاه مکانیکی ویبره در سطح بدن بیمار استفاده می‌شود، این کار امواج برشی ایجاد می‌کند که به سمت بافت‌های داخلی‌تر بیمار انتقال می‌یابند.
گرفتن دنباله‌ای از تصاویر که سرعت امواج را اندازه می‌گیرد، برای نتیجه‌گیری سختی بافت(مدول برشی) استفاده می‌شود.نتیجهٔ اسکن MRE، مانند تصاویر رایج سه بعدی MRI، یک نقشهٔ ۳بعدی کمی‌شده از سختی بافت است. یکی از مزیت‌های MRE همین نقشهٔ سه بعدی است که کل اندام مورد نظر را پوشش می‌دهد.چون MRI مانند سونوگرافی نیست که استخوان‌ها یا هوا برای آن محدودیت ایجاد کنند، پس می‌توانند علیرغم سونوگرافی به برخی بافت‌های خاص مانند مغز دسترسی پیدا کند. یک مزیت دیگر این روش این است که برخلاف الاستوگرافی به وسیلهٔ سونوگرافی، به توانایی و مهارت‌های متخصصی که تصویربرداری را انجام می‌دهد بستگی ندارد. MRE پیشرفت‌های قابل توجهی در طی مدت کوتاهی به دست آورده‌است، در این خصوص می‌توان به مدت زمان کوتاه اخذ داده در حد دقیقه یا کمتر اشاره کرد که باعث شده در کاربردهای پزشکی مختلفی شامل تحقیقات مربوط به قلب و عروق از آن استفاده کرد. این خاصیت، MRE را با دیگر روش‌های الاستوگرافی قابل قیاس کرده‌است.

## روش‌های دیگر
این دیگر روش‌ها شامل توموگرافی انسجام نوری (به انگلیسی: optical coherence tomography:OCT) می‌شود.تصویربرداری لمسی به این معنی است که یک لمس دیجیتال به تصویر تبدیل می‌شود. بسیاری از پارامترهای فیزیکی با استفاده از حسگرهای لمسی قابل دستیابی هستند:اجزای مقاومتی، القایی، خازنی، الکترونوری، مغناطیسی، پیزوالکتریک و الکتروآکوستیک در اشکال مختلف این پارامترها را شامل می‌شوند.